# The Brand (film 1914)
The Brand è un cortometraggio del 1914 diretto da Kenean Buel e interpretato da Tom Moore e Alice Joyce. Prodotto dalla Kalem Company, il film venne distribuito nelle sale il 31 agosto 1914 dalla General Film Company.

## Trama
Trama e critica in inglese su Stanford University

## Produzione
Prodotto dalla Kalem Company

## Distribuzione
Il film venne distribuito nelle sale il 31 agosto 1914 dalla General Film Company.